# アンブロージョ・アルチャティ
アントニオ・アンブロージョ・アルチャティ（Antonio Ambrogio Alciati、1878年9月5日 - 1929年3月7日）は、イタリアの画家、美術教師である。おもに女性の肖像画を描いた。ミラノのブレラ美術アカデミーで多くの画家を教えた。

## 略歴
イタリア北部ピエモンテ州のヴェルチェッリで生まれた。ヴェルチェッリの美術学校で学んだ後、ミラノに移りブレラ美術アカデミーでヴェスパシアーノ・ビニャーミ（Vespasiano Bignami: 1841-1929）やジュゼッペ・メンテッシ（Giuseppe Mentessi: 1857-1931）、チェーザレ・タローネ（1853-1919）に学んだ。
ミラノで肖像画家として働き、人物画家として当時人気のあったトランクイッロ・クレモナ（1837-1878）やジョヴァンニ・ボルディーニ（1842-1931）から影響を受けたスタイルで、主に女性の肖像画を描いて人気のある画家になった。コモ湖畔の街ブルナーテのピロッタ邸（Villa Pirotta）のフレスコ画も描いた。
1920年にチェーザレ・タローネの後任として、ブレラ美術アカデミーの教授になり多くの画家を教えた。
1929年にミラノで亡くなった。

## 作品

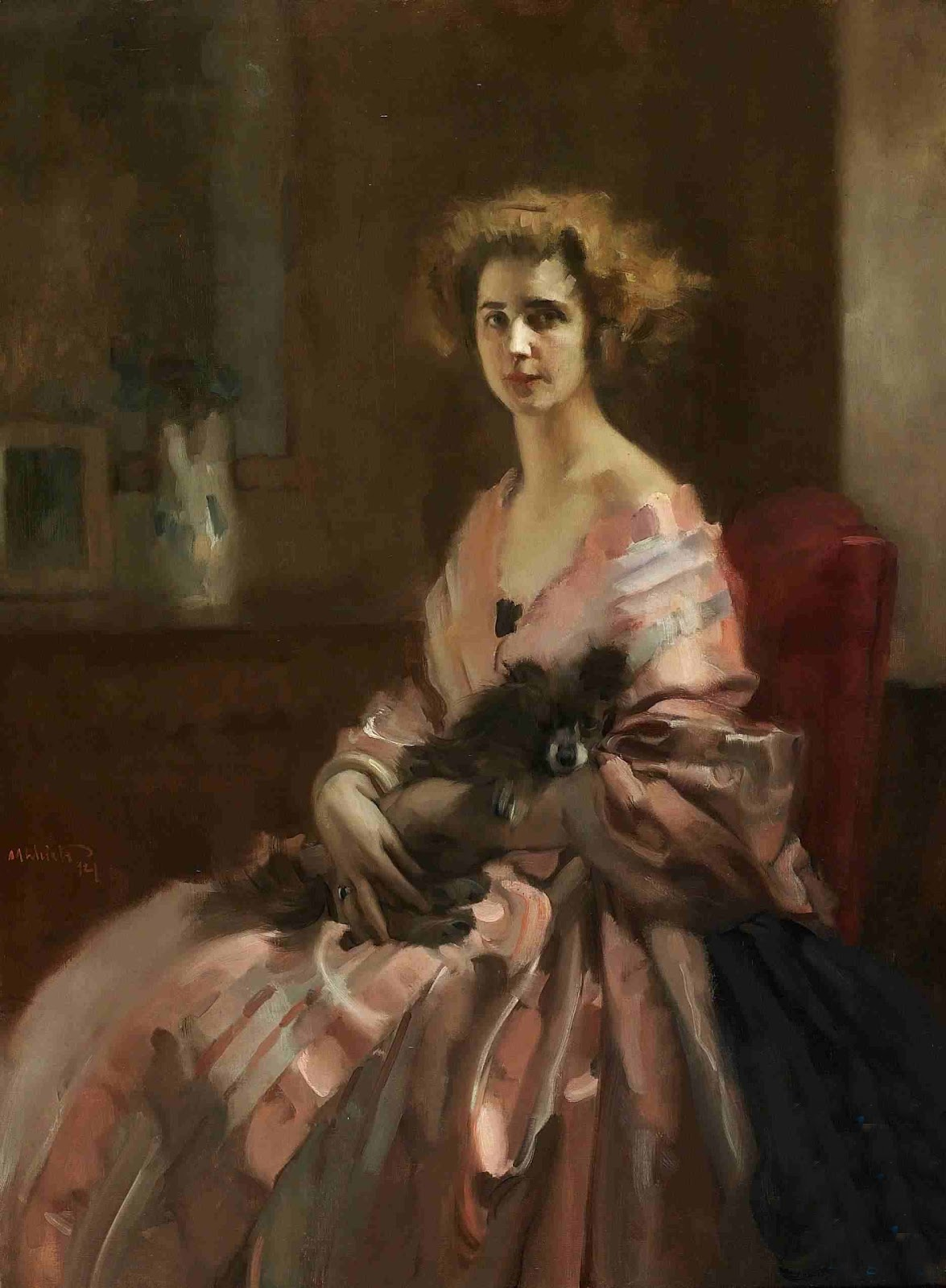
バラ色のドレスの女性
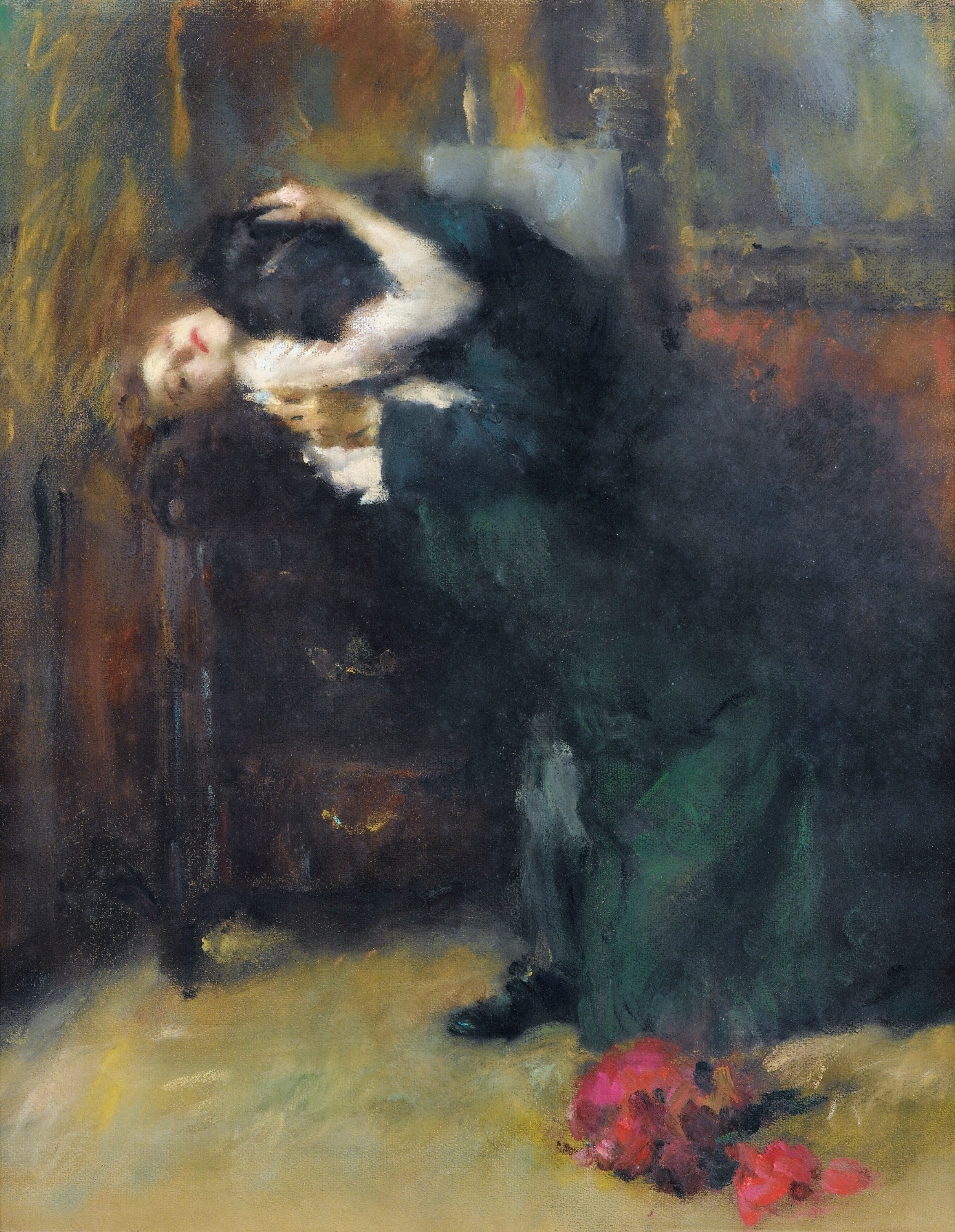
接吻 (c.1900)
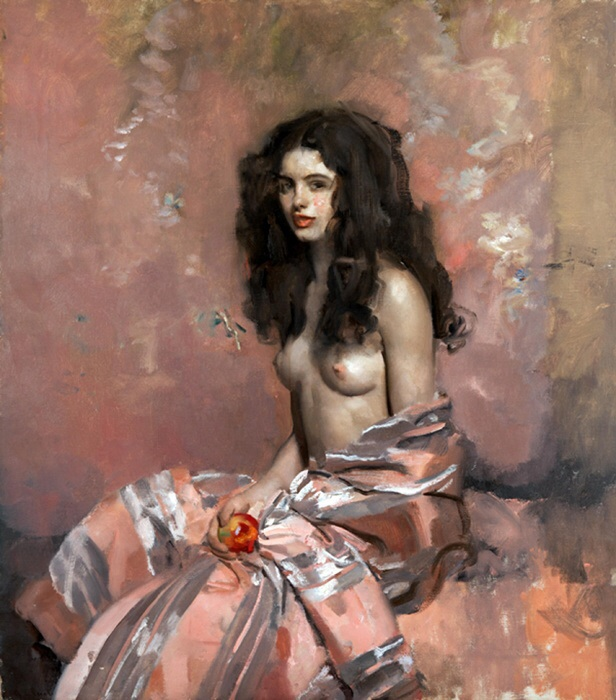
リンゴを持つモデル (c.1900)
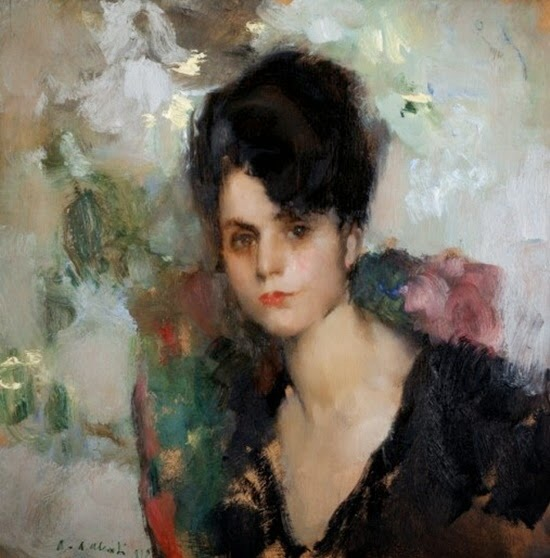
肖像画 (c.1900)
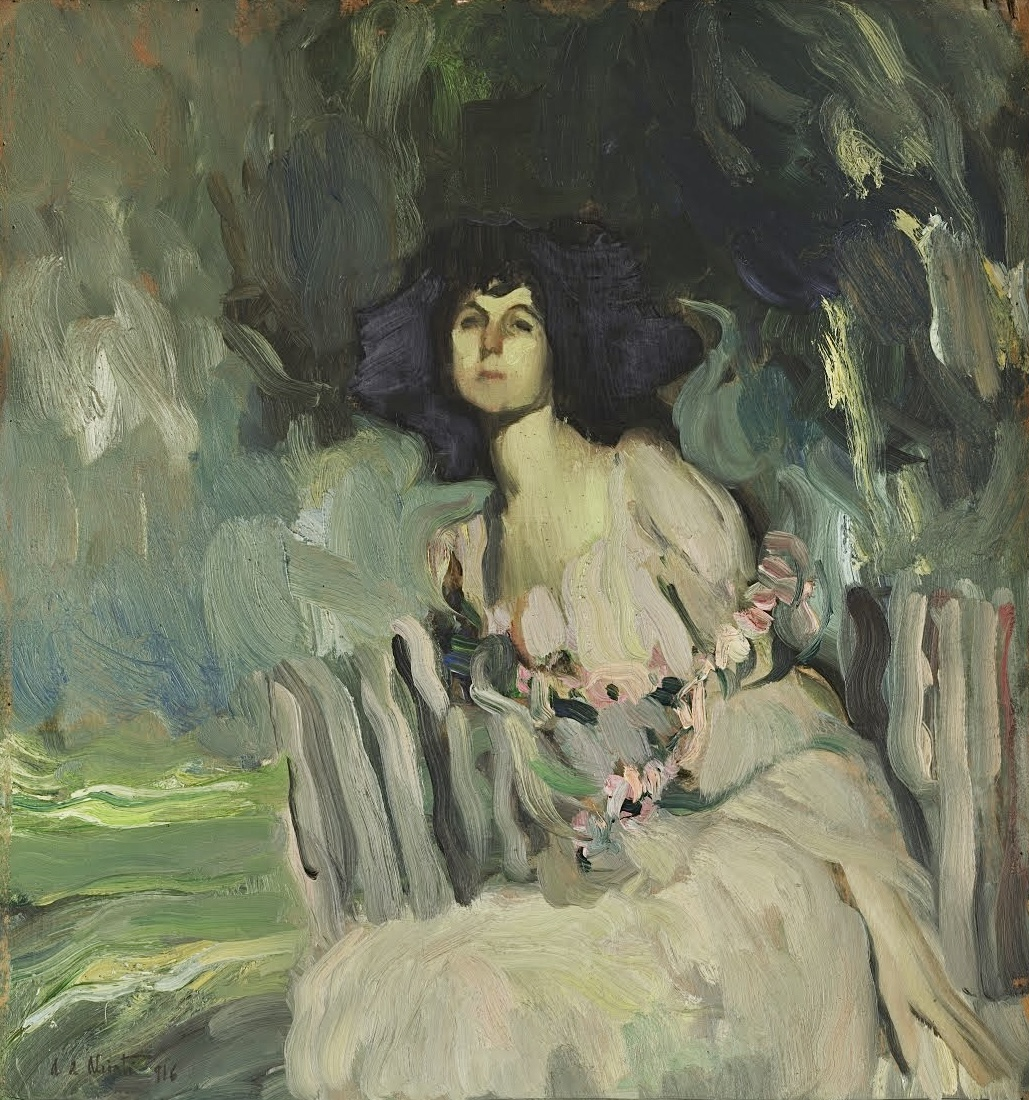
肖像画(1916)
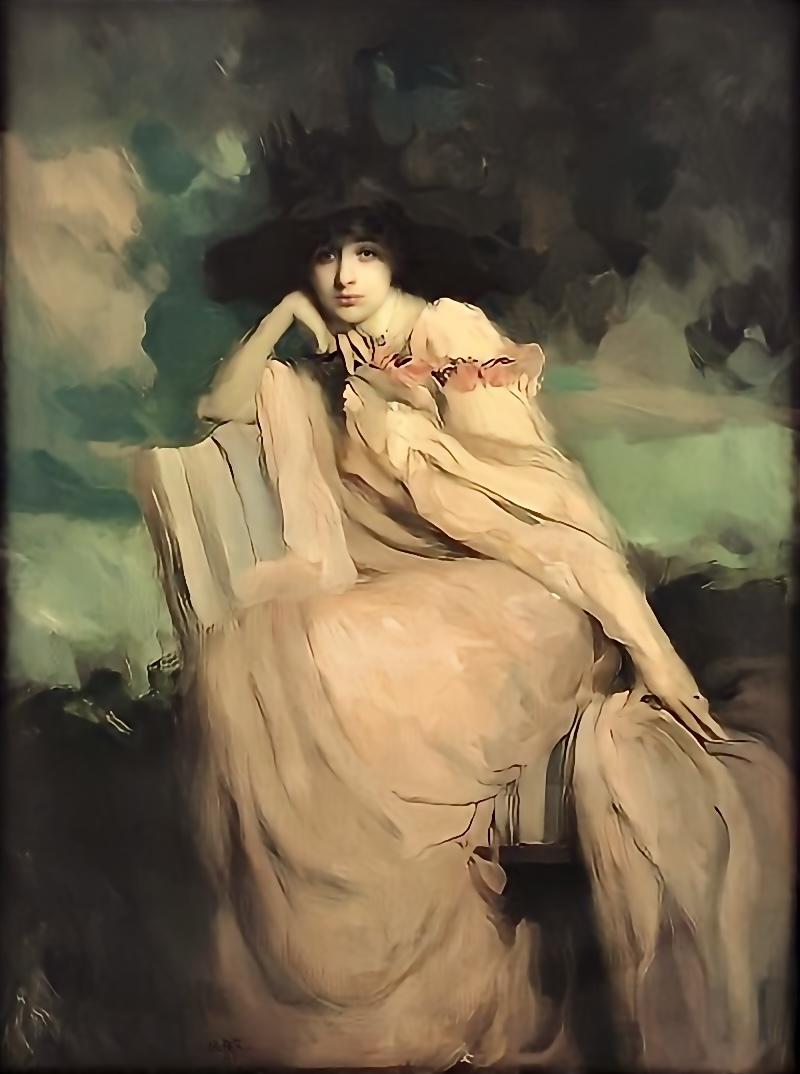
肖像画(1917)
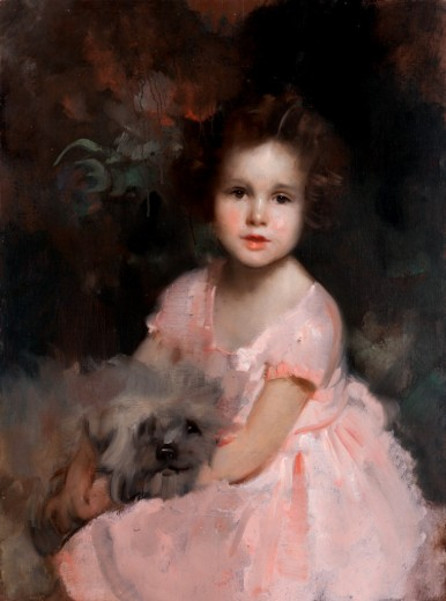
3歳のジュリア・マリア・クレスピ (c.1926)
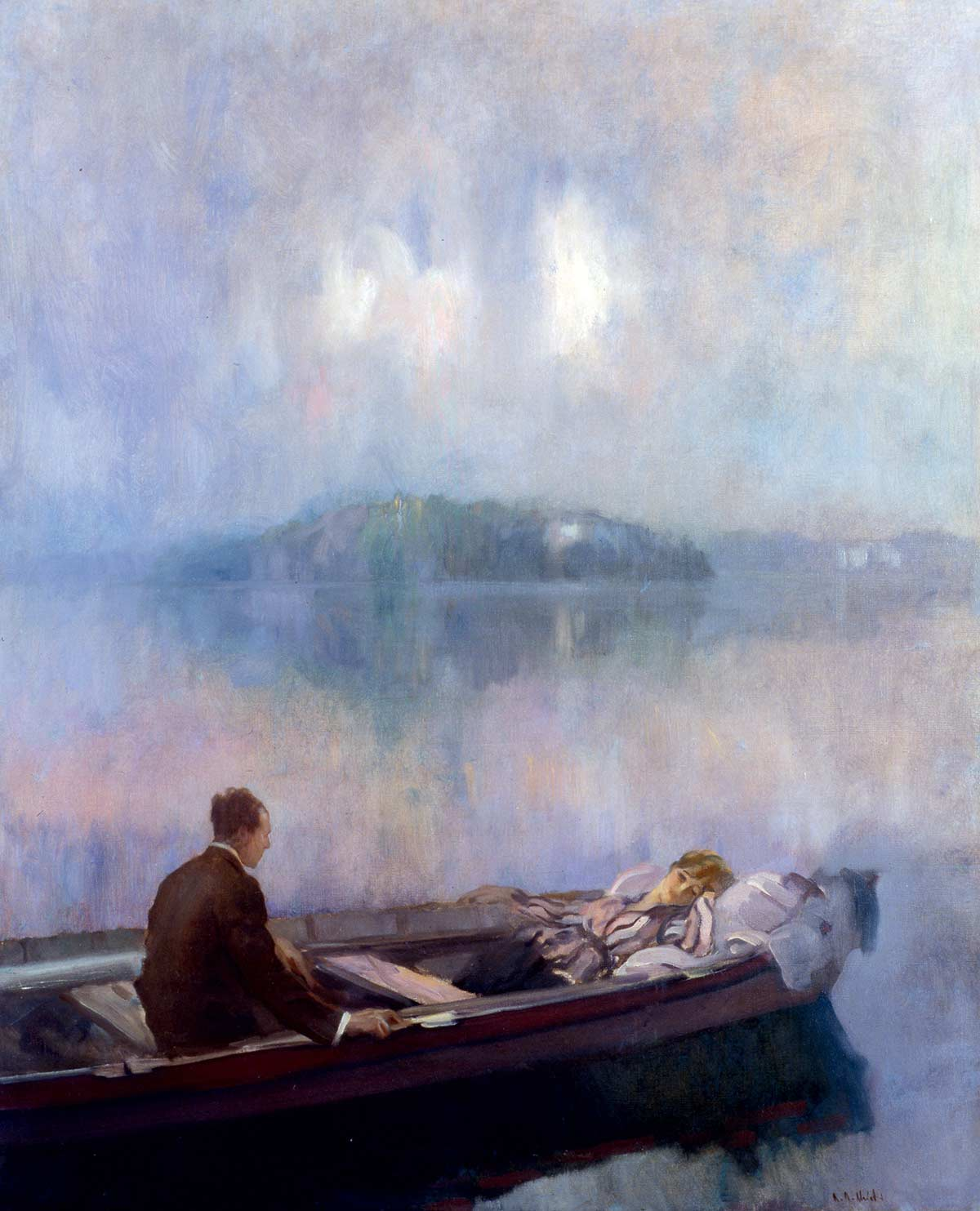
"Sul lago"

## アンブロージョ・アルチャティに学んだ学生（一部）
アンブロージョ・アルチャティに学んだ学生には以下の人物がいる
- Giuseppe Novello (1897-1988)
- Angelo Del Bon (1898-1952)
- Virginio Ghiringhelli (1898-1964)
- Umberto Lilloni (1898-1980)
- Guido Tallone (1894-1967)
- Cristoforo De Amicis (1902-1987)
- Francesco De Rocchi (1902-1978)
- Ezio Moioli (1902-1981)
- Gianfilippo Usellini (1903-1971)
- Gino Meloni (1905-1989)
- Adriano Spilimbergo (1908-1975)